# 바다야자나무

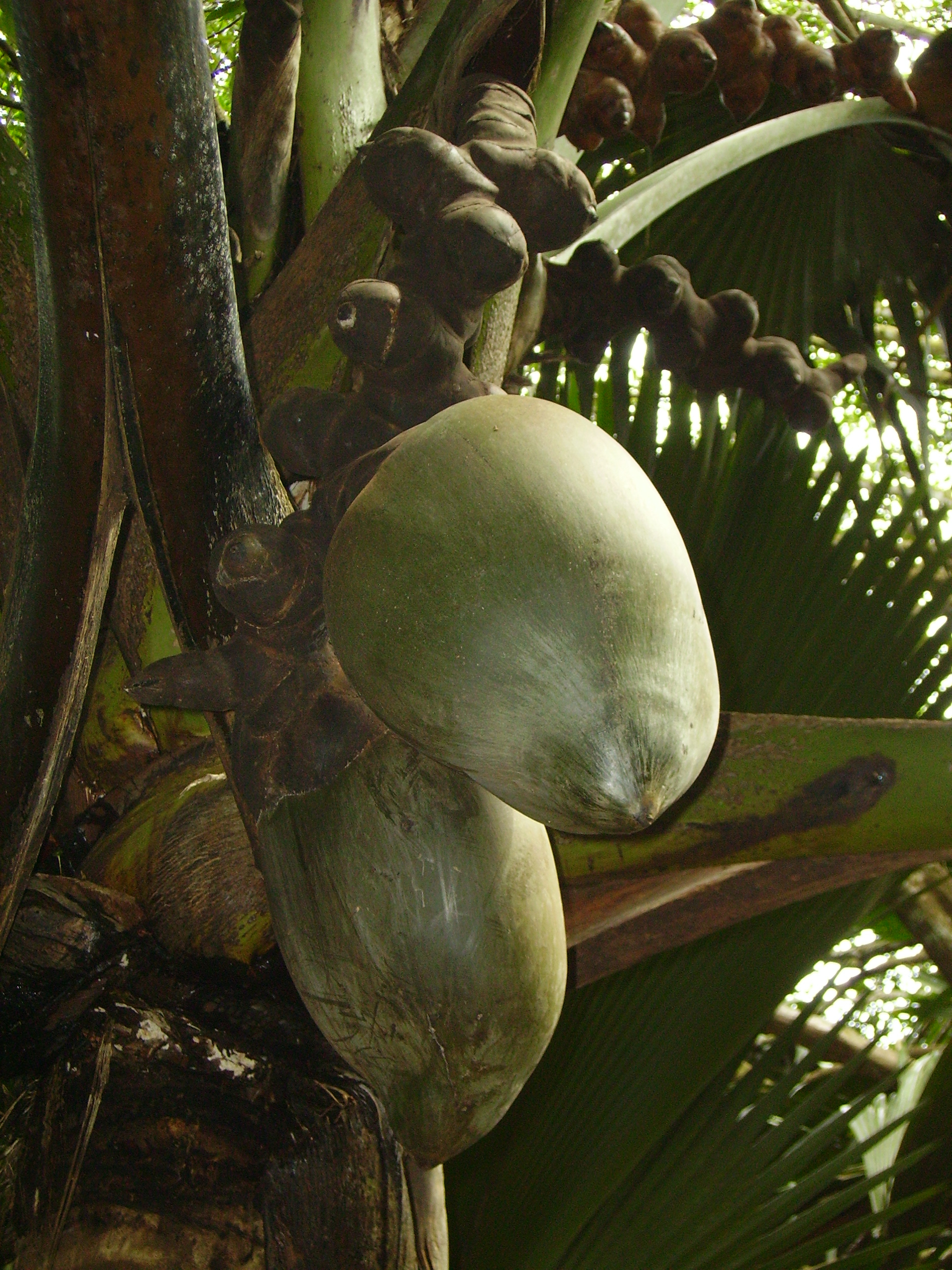

바다야자나무(double coconut, 더블 코코넛), 큰열매야자(coco de mer, 코코 드 메르), 세이셸 야자(seychelles nut, Lodoicea)는 종려과 단형속 식물이다. 이 속에 속하는 종은 Lodoicea maldivica로 유일하며 이 종은 세이셸의 프라슬랭섬, 큐리어스섬에 고유하다. 과거에는 프라슬랭섬에 위치한 다른 작은 섬들(St Pierre, Chauve-Souris, Ile Ronde)에서도 볼 수 있었으나 한동안 멸종되었다가 근래에 다시 도입되었다. 속명 Lodoicea는 루이 15세 왕을 기리기 위해 Louis(보통은 Ludovicus)의 라틴어 형태의 하나인 Lodoicus에서 비롯된 것일 수 있다. 다른 출처에 따르면 Lodoicea는 프리아모스와 헤카베의 딸 라오디케에서 비롯되었다.

## 개요
나무는 보통 25~34미터 높이로 성장한다. 기록상 가장 큰 것은 지상에서 측정 시 총 높이 56.7미터였다. 잎은 부채꼴 모양으로, 다 성장한 것은 7~10미터 길이, 4.5미터 너비이다. 다 자란 과실은 지름 40~50센티미터, 무게는 15~30킬로그램이며 식물계에서 가장 큰 씨를 포함하고 있다. 다 익기까지 6~7년이 걸리는 이 과실은 바다야자(sea coconut), 러브 넛(love nut), 더블 코코넛(double coconut), 세이셸 넛으로 부른다.